# Trophée MP Filtri
Le Trophée MP Filtri (en italien : Trofeo MP Filtri) est une course cycliste italienne disputée entre Pessano con Bornago et Roncola, en Lombardie. Créée en 1983, cette épreuve fait partie du calendrier national de la Fédération cycliste italienne. 

## Présentation
Le parcours actuel est d'abord composé d'un circuit plat de 14,7 kilomètres à cinq tours. Il se dirige ensuite vers un tracé en ligne qui se conclut par une arrivée en montée à Roncola.
L'édition 2020 est annulée en raison de la pandémie de Covid-19.

## Palmarès
| Année | Vainqueur            | Deuxième            | Troisième             |
| ----- | -------------------- | ------------------- | --------------------- |
| 1983  | Moreno Seregni       |                     |                       |
| 1984  | Marco Poppi          |                     |                       |
| 1985  | Luca Bartolami       |                     |                       |
| 1986  | Abramo Ferrari       |                     |                       |
| 1987  | Roberto Solcia       |                     |                       |
| 1988  | Luciano Ronchi       |                     |                       |
| 1989  | Ivan Mazzoleni       |                     |                       |
| 1990  | Valerio Montin       |                     |                       |
| 1991  | Mirko Celestino      |                     |                       |
| 1992  | Mirko Celestino      |                     |                       |
| 1993  | Claudio Lucchini     |                     |                       |
| 1994  | Renzo Mazzoleni (it) |                     |                       |
| 1995  | Bruno Minniti        |                     |                       |
| 1996  | Paolo Ferronato      |                     |                       |
| 1997  | Marco Cecconi        |                     |                       |
| 1998  | Michele Gobbi        |                     |                       |
| 1999  | Michele Gobbi        |                     |                       |
| 2000  | Graziano Gasparre    |                     |                       |
| 2001  | Andrea Giupponi      |                     |                       |
| 2002  | Petr Klasa           | Andrea Giupponi     | Marco Osella          |
| 2003  | Sergio Ghisalberti   | Marco Marzano       | Domenico Pozzovivo    |
| 2004  | Luigi Sestili        | Giovanni Cortinovis | Marco Cattaneo        |
| 2005  | Andrea Giupponi      | Cristian Ghilardini | Denis Shkarpeta       |
| 2006  | Cristiano Monguzzi   | Volodymyr Zagorodny | Alessandro Bisolti    |
| 2007  | Marco Cattaneo       | Luca Gasparini      | Bruno Rizzi           |
| 2008  | Egor Silin           | Cesare Benedetti    | Fabio Negri           |
| 2009  | Federico Rocchetti   | Fabio Felline       | Emanuele Moschen      |
| 2010  | Edoardo Zardini      | Moreno Moser        | Alessio Marchetti     |
| 2011  | Enrico Barbin        | Moreno Moser        | Manuel Senni          |
| 2012  | Edoardo Zardini      | Roberto Greselin    | Joshua Edmondson      |
| 2013  | Mirko Tedeschi       | Giulio Ciccone      | Paolo Colonna         |
| 2014  | Luca Sterbini        | Filippo Zaccanti    | Davide Orrico         |
| 2015  | Fausto Masnada       | Andrea Garosio      | Davide Pacchiardo     |
| 2016  | Filippo Zaccanti     | Umberto Orsini      | Aleksandr Riabushenko |
| 2017  | Filippo Zaccanti     | Alberto Amici       | Andrea Garosio        |
| 2018  | Andrea Di Renzo      | Christian Scaroni   | Luca Covili           |
| 2019  | Simone Ravanelli     | Andrea Bagioli      | Aldo Caiati           |
| 2020  | annulé               | annulé              | annulé                |
| 2021  | Filippo Baroncini    | Edoardo Zambanini   | Marco Murgano         |
| 2022  | Simone Raccani       | Luca Cavallo        | Mattia Petrucci       |
| 2023  | Luca Cretti          | Luca Cavallo        | Giovanni De Carlo     |
| 2024  | Cesare Chesini       | Florian Kajamini    | Nicolò Garibbo        |
| 2025  | Mattia Gaffuri       | Luca Cretti         | Kevin Biehl           |